# Sint-Nicolaaskerk (Dwingeloo)
De Sint-Nicolaaskerk gelegen aan de Brink in Dwingeloo dateert uit de 15e eeuw.

## Beschrijving
Het kerkgebouw en het koor bestaat uit traveeën, elk met een spitsboogvenster en geflankeerd door een relatief slanke steunbeer. De kerk is opgetrokken uit baksteen in verschillende kleuren.    
De kerktoren is mogelijk de oudste gotische toren in Drenthe en zou misschien gemaakt kunnen zijn door Johan die Werckmeister te Ruinen, aan wie ook de torens van de Stefanuskerk (Beilen), de Jacobuskerk (Rolde) en de Mariakerk (Ruinen) worden toegeschreven zonder dat daarover zekerheid bestaat. De huidige torenspits in de vorm van een ui ('siepel') werd, na het instorten van de vorige spits, in 1631 geplaatst op initiatief van Rutger van den Boetzelaer, bewoner van de havezate Batinge en drost van Drenthe. De kapel bij de kerk behoorde vroeger aan de bewoners van deze in 1832 afgebroken havezate en is in particuliere handen. 
Bij de dorpsbrand van 1923 is een groot deel van het kerkmeubilair in vlammen opgegaan. De portretten van Rutger van den Boetzelaer en zijn derde vrouw Batina van Lohn werden gered en bevinden zich nog steeds in de kerk. In het koor bevindt zich een zerk voor de in 1600 als kind overleden Elisabeth van Echten. Na de brand werd de kerk grondig gerestaureerd onder leiding van de architect Jans Boelens, waarbij het inwendige pleisterwerk werd verwijderd en een nieuw houten tongewelf met bloemmotieven in art decostijl werd aangebracht.
Het orgel van de Leidse orgelbouwer Jan van Gelder dateert uit 1886 en is afkomstig uit de doopsgezinde Paleiskerk in Den Haag. De orgelkas is door architect Klaas Stoffels bijpassend ontworpen voor deze door hem gebouwde kerk. Toen die in 1965 werd gemoderniseerd werd het orgel door J. Sloof naar Dwingeloo overgeplaatst ter vervanging van het in 1923 verbrande Van Oeckelenorgel uit 1888. Het instrument heeft 17 registers, twee manualen en een aangehangen pedaal. Na een ruim tien jaar durende, gefaseerde restauratie door Mense Ruiter is het in 2010 weer in gebruik genomen.

## De juffer van Batinghe
Aan de bouw van de Sint-Nicolaaskerk in Dwingeloo is de sage verbonden van de juffer van Batinghe. Deze juffer reed tijdens de bouw van de kerk elke dag voorbij, omdat ze een oogje had laten vallen op de bouwmeester van de kerk. Deze bouwmeester was niet ongevoelig voor haar schoonheid en raakte dermate van de wijs, dat hij zijn werk niet meer naar behoren kon verrichten. Door ingrijpen van de drost van Drenthe en haar vader, de heer van Batinghe, werd de juffer op reis gestuurd, maar niet dan nadat zij haar droombeeld over deze kerk aan haar geliefde had verteld. De bouwmeester wist daarop haar droombeeld te verwezenlijken. Dit zou de reden zijn van de voor Drenthe afwijkende bouwstijl. Na voltooiing van de kerk zouden beiden alsnog getrouwd zijn.

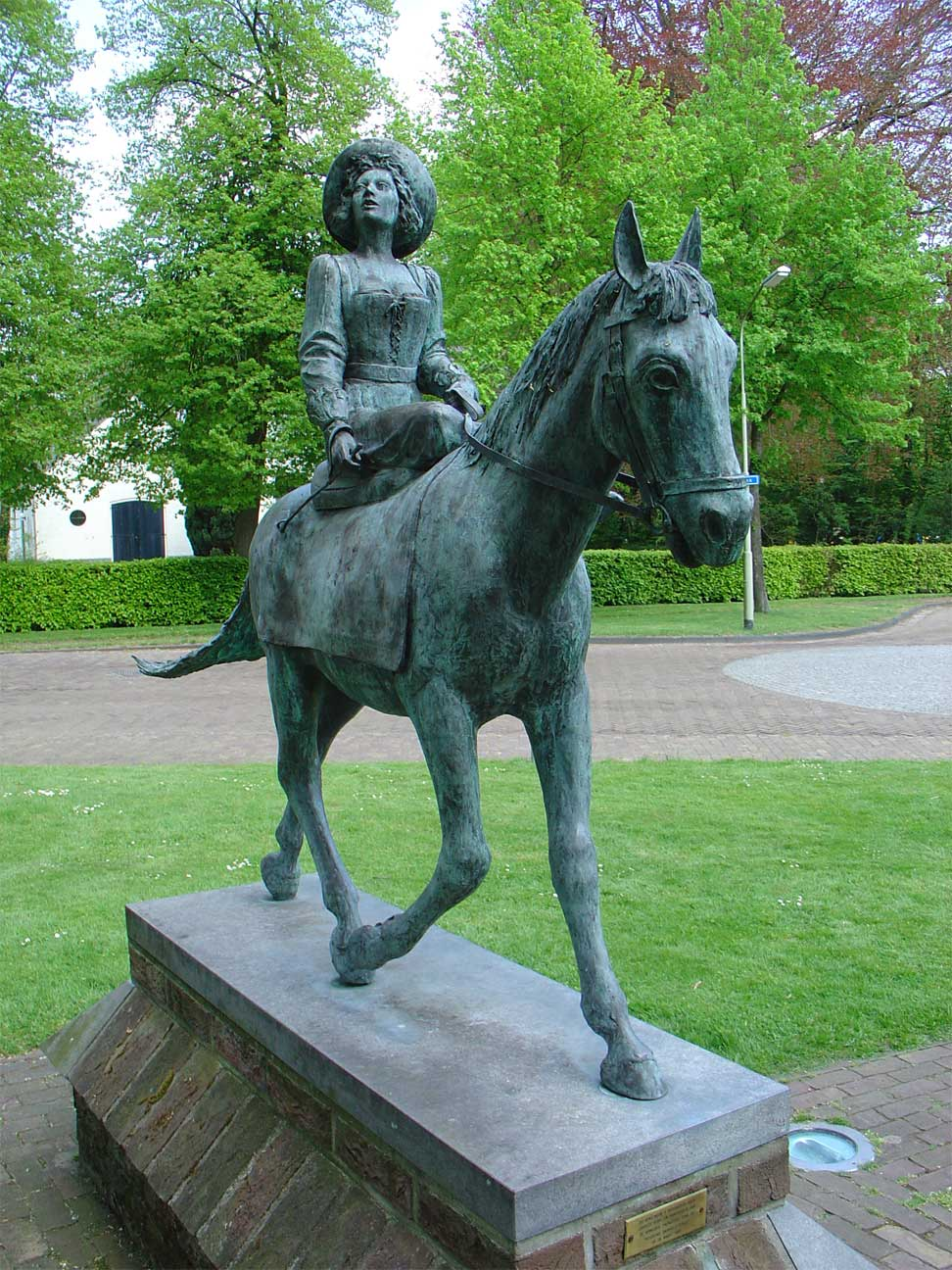
Standbeeld van de Juffer van Batinghe door Charles Henri de Vries
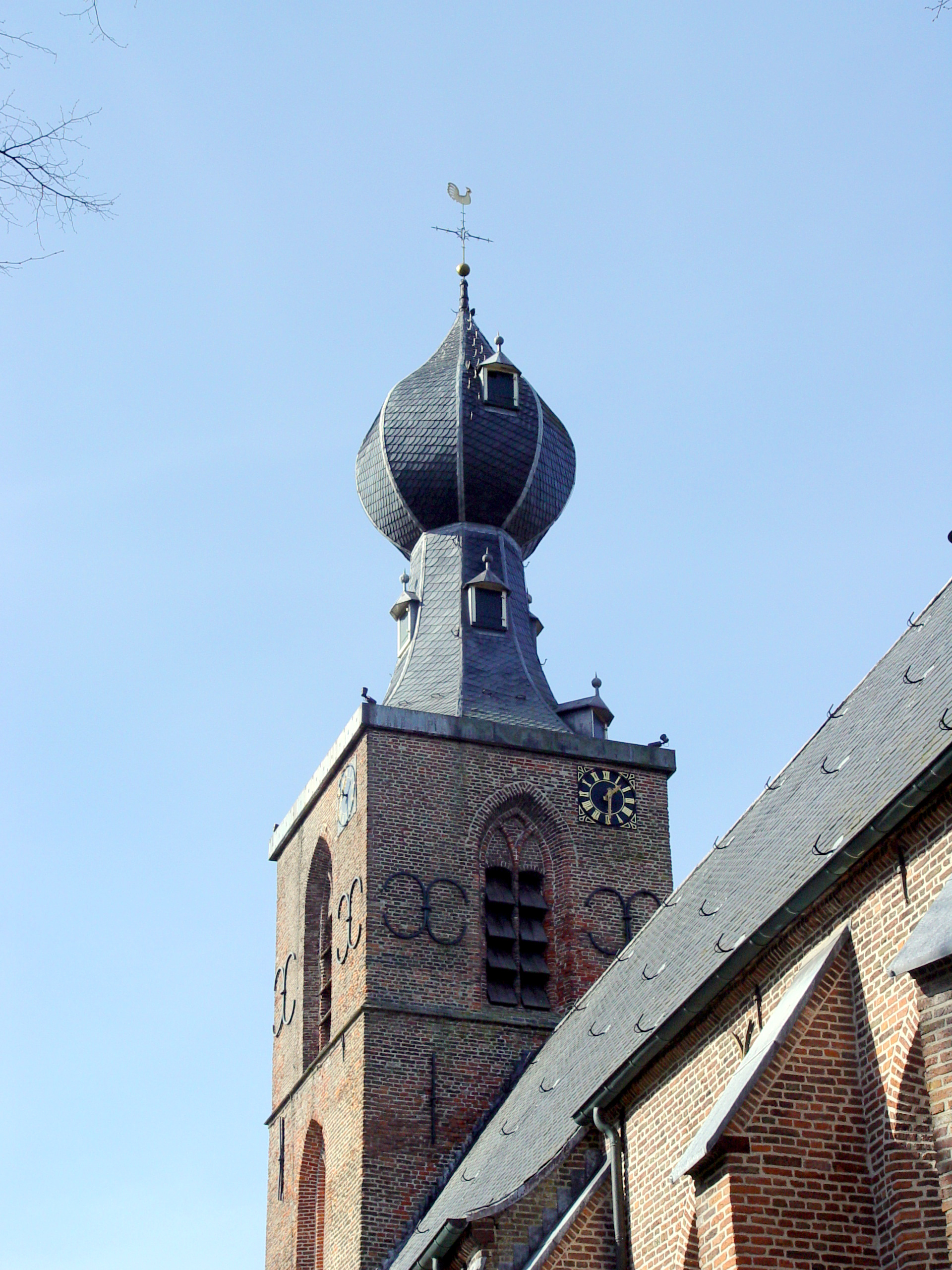
De 'siepel' van Dwingeloo